# 瓦爾蒂莫

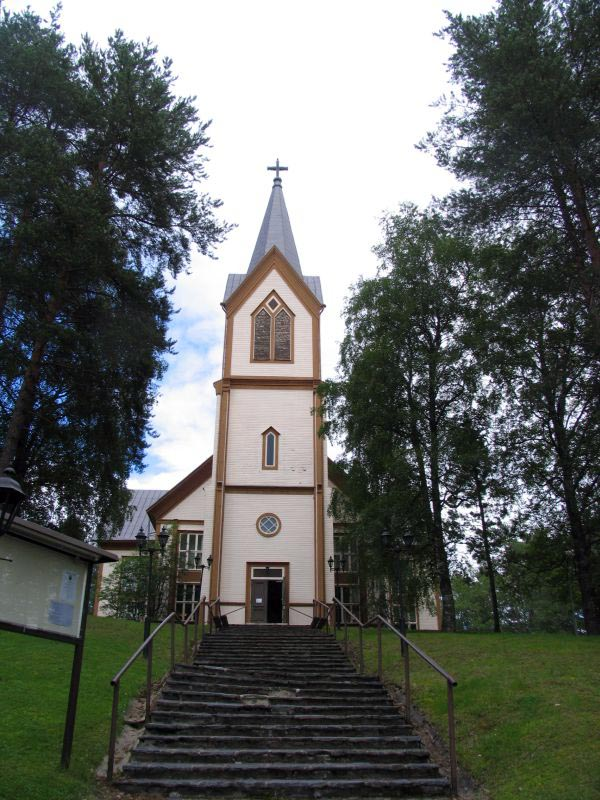
瓦爾蒂莫教堂

瓦爾蒂莫（芬蘭語：Valtimo）原为芬蘭的市鎮，位於該國東部北卡累利阿區内，始建於1910年，面積838平方公里，2011年人口2,438，人口密度為每平方公里3.05人。
2020年初时瓦爾蒂莫合并至努爾梅斯市。